# Mały Bukowiec
Mały Bukowiec is een plaats in het Poolse district  Starogardzki, woiwodschap Pommeren. De plaats maakt deel uit van de gemeente Zblewo en telt 106 inwoners.